# Wanborough (Surrey)
Wanborough is een civil parish in het bestuurlijke gebied Guildford, in het Engelse graafschap Surrey met 335 inwoners.